# Simeon Theophilus Turnovius
Simeon Theophilus Turnovius, auch Turnovski oder Turnowski, (* 15. September 1544 in Turnau, Königreich Böhmen; † 22. März 1608 in Ostrorog) war ein Senior (Bischof) des polnischen Zweiges der Brüder-Unität.

## Leben
Simeon Theophilus wurde als Sohn des Matthias Svaton(ic) und der Susanna Hlavač in Turnau (Turnov) im Böhmischen Paradies geboren und daher später nach seinem Geburtsort „Turnovius“ genannt. Als Turnau in Folge des Schmalkaldischen Krieges im Jahre 1548 in königlichen Besitz überging, verließ die Familie, zusammen mit einer großen Gruppe von Mitgliedern der Böhmischen Brüder, das Land und ließ sich in Marienwerder im Herzogtum Preußen nieder. Als der Vater 1554 starb, wurde Simeon Theophilus zunächst dem Prediger der Böhmischen Brüder in Soldau, Matthias Orel, zur Ausbildung übergeben, dann von Georg Israel in Ostrorog aufgenommen, der ab 1557 für seine weitere Ausbildung sorgte. Nach dem Besuch der Schule der Böhmischen Brüder in Koźminek und der Universität in Krakau studierte Turnovius 1562 bis 1564 Theologie an der Universität Wittenberg.
Auf der Synode des polnischen Zweiges der Brüder-Unität 1569 in Posen wurde Turnovius zum Diakon ordiniert und im Jahr darauf von seinem Mentor Georg Israel, der inzwischen als Senior (Bischof) der polnischen Unität fungierte, nach Mähren und Böhmen geschickt, um die Verhältnisse der Unität in ihren Stammländern kennenzulernen. In Jungbunzlau, dem böhmischen Zentrum der Unität, begegnete er Bischof Jan Augusta, im mährischen Eibenschitz lernte er Bischof Jan Blahoslav und seine theologische Schule kennen, über die er „so hingenommen (war), daß er meinte, aus einer unreinen Welt in eine andere neue gekommen zu sein, (ut me ex mundo immundo in alium novumque orbem quendam venisse mihi visus sim)“.
Nach Polen zurückgekehrt nahm er im April 1570 als einer von zwei anwesenden Mitgliedern der Brüder-Unität an der Synode in Sandomir teil, auf der der Consensus Sandomiriensis verabschiedet wurde.
Turnovius wurde 1573 zum Presbyter (Priester) und 1587 schließlich auf der Synode in Leipnik durch die Bischöfe Georg Israel, Johann Kaleph und Johann Aeneas zum Senior (Bischof) der polnischen Brüder-Unität geweiht.